# Bohater Uzbekistanu
Bohater Uzbekistanu (uzb. Ўзбекистон қаҳрамони/Oʻzbekiston qahramoni) – najwyższy tytuł honorowy Republiki Uzbekistanu, nawiązujący formułą do dawnego Bohatera Związku Radzieckiego. 

## Statut tytułu
Tytuł Bohatera Uzbekistanu jest nadawany obywatelom Republiki Uzbekistanu za szczególne zasługi dla państwa i narodu związane z dokonaniem bohaterskiego czynu. W wyjątkowych przypadkach tytuł Bohatera Uzbekistanu mogą otrzymać także osoby niebędące obywatelami Republiki Uzbekistanu.
Tytuł Bohatera Uzbekistanu nadaje Prezydent Republiki Uzbekistanu. Dekret o nadaniu tytułu jest publikowany w prasie i innych środkach masowego przekazu. Osoba wyróżniona tytułem Bohatera Uzbekistanu otrzymuje medal „Олтин Юлдуз”/„Oltin Yulduz” (Złota Gwiazda) oraz świadectwo nadania tytułu.
Tytułu Bohatera Uzbekistanu i medal Złotej Gwiazdy zostały ustanowione Ustawą Rady Najwyższej Republiki Uzbekistanu z dnia 5 maja 1994 (nr 1039-XII), następnie zmienioną zgodnie z Ustawą Republiki Uzbekistanu z dnia 30 sierpnia 1996 (nr 278-I) oraz Ustawą Republiki Uzbekistanu z dnia 3 grudnia 2004 (nr 714-II).

## Opis odznaki
Złota Gwiazda Bohatera Uzbekistanu wykonana jest ze stopu złota próby 750 i ma kształt ośmioramiennej gwiazdy z gładkimi dwukrawędziowymi promieniami z przodu. Odległość między przeciwległymi końcami gwiazdy wynosi 32 mm. W centrum medalu, wewnątrz okręgu o średnicy 8 milimetrów, znajduje się półksiężyc i pięcioramienna gwiazda, odpowiadające symbolice godła Republiki Uzbekistanu. Półksiężyc mieści się w kole o średnicy 6 milimetrów, a średnica koła pięcioramiennej gwiazdy wynosi 3 milimetry.
Na rewersie, pośrodku medalu, znajduje się godło państwowe Republiki Uzbekistanu. Pod godłem w dolnej belce umieszcza się numer medalu wybity czcionką wklęsłą o szerokości 1 milimetra.
Gwiazda za pomocą ucha i srebrnego łącznika łączy się ze srebrną zawieszką o wymiarach 16 x 25 milimetrów, wykonaną na planie prostokąta z bocznymi wgłębieniami. Detale zawieszki i łącznika są pokryte złotem o grubości 0,25 mikrometra. Wewnętrzna część zawieszki jest pokryta haftowaną złotem wstążką z paskami w barwach flagi Republiki Uzbekistanu. Rozmiar wstążki to 11 x 20 milimetrów.
Zawieszka na odwrocie posiada zapięcie na szpilkę. Łączna masa medalu to 12,5 grama.